# TMS International
TMS International (früher bekannt als Tube City IMS) ist ein Unternehmen der Stahlindustrie mit Sitz Pittsburgh. 
TMS bietet Dienstleistungen für die Eisen- und Stahlindustrie. Die Firma hat einen Umsatz von 2,3 Milliarden US-Dollar. TMS gehört zu den größten CO2-Emittenten der USA.
TMS International bietet unter anderem verschiedene Reinigungsleistungen für Stahlwerke sowie Dienstleistungen in Bezug auf die Handhabung und Verwertung von Schlacke und Dienstleistungen in der Intralogistik an. Weiterhin betätigt sich das Unternehmen im Handel mit Metallschrott, Eisenerz, Koks, Roheisen und Eisenschwamm.

## Website
- Website